# Chrysocrambus lambessellus
Chrysocrambus lambessellus là một loài bướm đêm trong họ Crambidae.